# Tongyu (sockenhuvudort i Kina, Zhejiang Sheng, lat 28,59, long 121,33)
Tongyu (kinesiska: 桐屿街道) är en sockenhuvudort i Kina. Den ligger i provinsen Zhejiang, i den östra delen av landet, omkring 220 kilometer sydost om provinshuvudstaden Hangzhou. Antalet invånare är 42 149. Befolkningen består av 20 050 kvinnor och 22 099 män. Barn under 15 år utgör 14,0 %, vuxna 15-64 år 76 %, och äldre över 65 år 8,0 %.
Runt Tongyu är det mycket tätbefolkat, med 1 177 invånare per kvadratkilometer. Närmaste större samhälle är Taizhou, 12,7 km nordost om Tongyu. Trakten runt Tongyu består till största delen av jordbruksmark.
Genomsnittlig årsnederbörd är 2 144 millimeter. Den regnigaste månaden är augusti, med i genomsnitt 395 mm nederbörd, och den torraste är januari, med 73 mm nederbörd.